# TBS Radio
TBS Radio (TBSラジオ, TBS Rajio) és una emissora de ràdio de Tòquio, Japó, subsidiària de l'empresa matriu TBS Holdings i emissora en cap de la Japan Radio Network (JRN). La seua àrea d'emissió és la regió de Kantō. La companyia emeteix per ràdio AM a la freqüència 954 i a la freqüència 90.5 de la ràdio FM.
L'emissora començà les seues emissions el 25 de desembre de 1951 amb el nom de "Radio Tokyo". L'any 1955 la companyia propietària va iniciar-se al món de la televisió amb la creació de la Tokyo Broadcasting System (TBS) i, a l'any 1960 el nom de l'emissora de ràdio canviaria a l'actual "TBS Radio" per a complementar-se amb la filial televisiva del grup. El maig de 1965, va fundar la Japan Radio Network (JRN), una xarxa d'emissores de ràdio japoneses encapçalades per la mateixa TBS.
L'emissora té els seus estudis centrals al barri d'Akasaka, al districte especial de Minato, Tòquio. El seu centre emissor en AM es troba a la ciutat de Toda, a la prefectura de Saitama, mentres que el seu centre emissor en FM es troba al Tokyo Skytree, al barri d'Oshiage, al districte especial de Sumida, Tòquio. TBS Radio també compta amb oficines a les ciutats de Yokohama, Ōmiya-Saitama, Osaka i Nagoya.